# Herbert Scarf
Pour les articles homonymes, voir Scarf.
Herbert Scarf est un économiste américain, né à Philadelphie le 25 juillet 1930, et mort le 15 novembre 2015 à Sag Harbor.

## Biographie
Après avoir obtenu en 1954 son Ph.D à l’université Yale, Herbert Scarf commence sa carrière scientifique à la Rand Corporation. En 1957, il est nommé professeur au département de statistique de l’université Stanford en Californie. À partir de 1963, il est professeur à la Cowles Foundation de l’université Yale.
En 1963, Herbert Scarf et Gérard Debreu montrent la convergence du noyau d’un jeu coopératif vers l’équilibre général. Dans la théorie des jeux coopératifs, le noyau est une allocation des ressources disponibles telle qu’aucune coalition de consommateurs ne peut trouver une autre allocation qui soit meilleure pour tous ses membres. On commence avec deux consommateurs et ensuite on réplique plusieurs fois cette économie.
Herbert Scarf est surtout connu pour ses recherches consacrées au calcul de l’équilibre général. Il a proposé un algorithme qui permet de calculer le point fixe d’une application. En utilisant cet algorithme il est possible de trouver l’équilibre général pour des modèles avec des dizaines d’équations.
Scarf a aussi donné des exemples où le mécanisme du tâtonnement imaginé par Léon Walras ne conduit pas à l’équilibre.
Il reçoit le prix de théorie John-von-Neumann en 1983.